# Corps z'à corps
Pour plus de détails, voir Fiche technique et Distribution.
Corps z'à corps est un film français réalisé par André Halimi et sorti en 1988.

## Synopsis
Un journaliste sérieux, rédacteur en chef d'une revue économique mène une vie bourgeoise. Mais à la suite d'une restructuration de son groupe de presse, il se trouve contraint de prendre la direction d'un magazine de charme, ce qui va donner du piment à sa vie.

## Fiche technique
- Titre : Corps z'à corps
- Réalisation : André Halimi
- Scénario : Jacques Vilfrid, Christian Watton, André Halimi
- Musique : Vladimir Cosma
- Photographie : François About
- Montage : Eva Zora[1]
- Durée : 83 minutes
- Date de sortie :
  - France : 15 juin 1988

## Distribution
- Philippe Khorsand : Jean Chabert
- Stéphane Audran : Edna Chabert
- Jean-Pierre Kalfon : President-Director
- Véronique Moest : Françoise, la secrétaire
- Kathleen Johnsen : Gilberte
- Jacques Legras : Thiriet
- Christophe Bourseiller : Hopp, le journaliste
- Xavier Saint-Macary : M. de Villecresne
- Fabrice Josso : Albin, le fils de M. de Villecresne
- Jean Rougerie : Le médecin
- Jean-Luc Bideau : Le lecteur obsédé
- Hubert Deschamps : Le commissaire de police
- Jacques Collard : Le réceptionniste
- Bernard Dumaine